# Ikarus 415
Ikarus 415 — городской автобус производства венгерской компании IKARUSBUS Kft.. Выпускался с 1984 по 2002 год.

## История
Воодушевлённый успехом семейства 200, в 1970 году автомобильный завод IKARUSBUS начал разработку новой серии городских и пригородных автобусов 400-й серии. После нескольких лет экспериментов шесть опытных образцов были испытаны параллельно. Первый экземпляр был выпущен в 1979 году. Наконец, в 1982 году публика смогла познакомиться с новой моделью 410. Прототип автобуса прибыл в Печ, но был списан в результате пожара. Другие прототипы были разбросаны по всей Венгрии. Первый относительно крупный заказ сделала «Будапештская транспортная компания», она приобрела две партии (30 экземпляров) Икарусов-415 в 1987-м и 1988-м. Первые автобусы прибыли с двигателем D12, но из-за проблем с головкой цилиндров большинство автобусов было оснащено двигателем Raba D11, разработанным совместно с австрийским LIST. Автобусы претерпели значительные изменения по прибытии второй серии, когда оригинальные двигатели были постепенно заменены на DAF, а вместо пражских трансмиссий были установлены трансмиссии ZF и Voith, задний мост, известный как Ikarus 200, был заменен на ZF. Автобусы для большей информированности пассажиров получили дисплей FOK-Gyem внутри и снаружи, вместо старых сидений они получили места, ставшие потом привычными для 400-й серии, и они стали более яркими в цветах новой серии, купленной в то время. На практике также можно сказать, что автобусы, которые были приобретены позже, были унифицированы, но от самых поздних серий их всё же можно отличить по передней панели и широким задним дверям. Интересно отметить, что номер модификации также был изменён и на заводской табличке обозначался как 415.14 или 415.15 (в зависимости от трансмиссии), но первоначальное обозначение типа осталось в номере шасси.
Вторая серия 415-х начала производиться в 1992 году по заказу «Будапештской транспортной компании». В 1992 году в Будапешт было поставлено 30 автобусов, в 1993 году — 100 автобусов, в 1994 году — 15 (подтипов 415.14 и 415.15). По сравнению с первой серией у автобусов появилось раздвоенное ветровое стекло, обновленный нос, более узкая задняя дверь и традиционная система посадки. В 1999 и 2000 годах было отремонтировано 50 автобусов, которые получили информационную систему для пассажиров FOK-Gyem, зелёные поручни, плюшевую отделку сидений и электронные устройства для продажи билетов.
Автобусы данной комплектации, кроме Венгрии, поставлялись в Польшу (64 экземпляра), Германию, Финляндию и Словакию (50 экземпляров).
Третья серия 415-х производилась с 1997 года и оказалась даже более успешной, чем полностью низкопольный Икарус-412. На Франкфуртском автосалоне в 1999 году Икарус представил автобусы 400-й серии с новыми передними панелями.
Также в 1997—2002 годах выпускался троллейбус Ikarus-415T.
15 июня 2022 года ездил Ikarus 415, последний раз по расписанию в Будапеште. 

## Технические характеристики

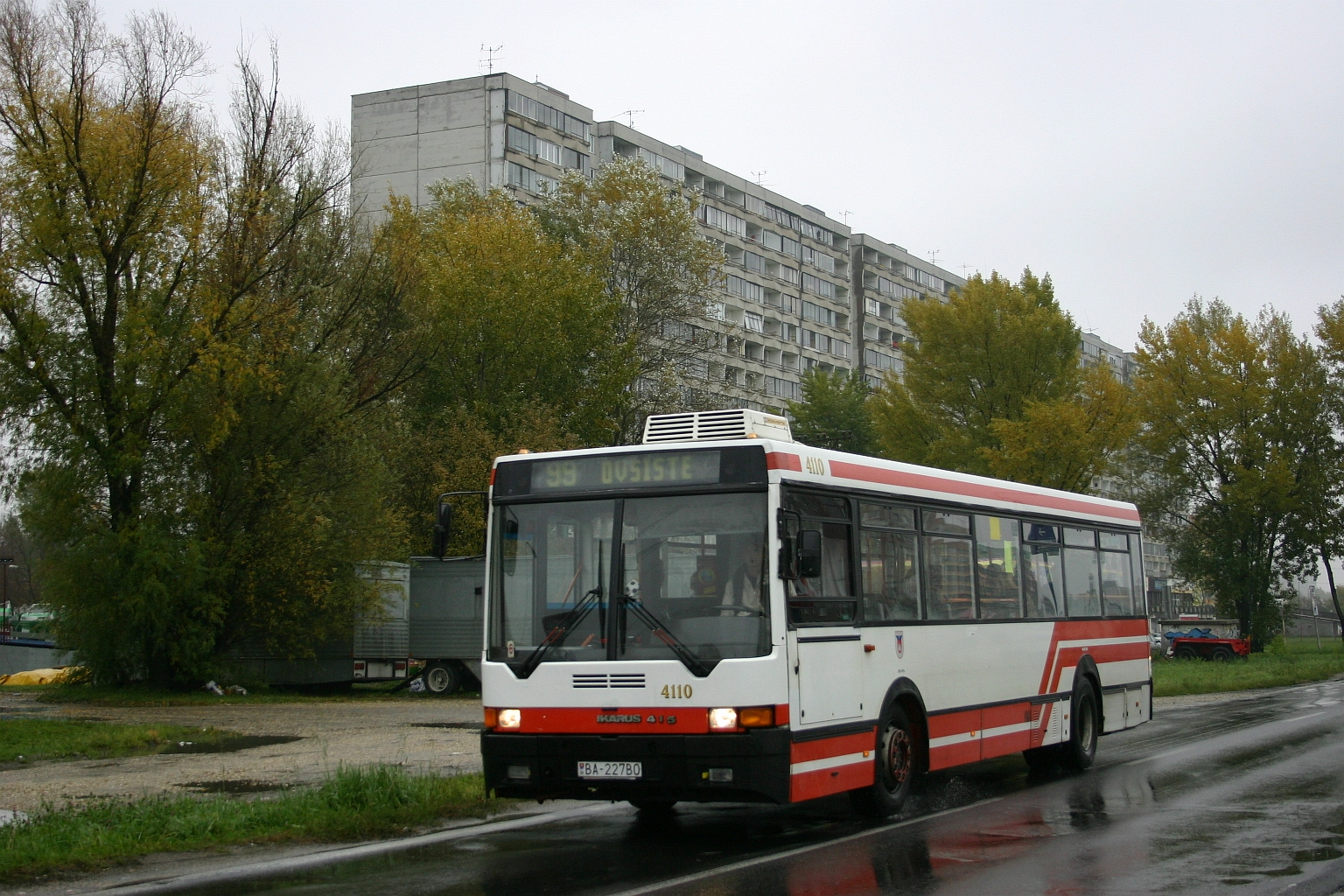

Ikarus 415 — это двухосный автобус с несущим кузовом, концептуально основанный на его предшественнике, Ikarus 260. Задняя ось — ведущая, двигатель и коробка передач расположены под полом в задней части автобуса. Кабина водителя отделена от салона перегородкой.
Кузов несущий повышенной коррозийной стойкости. Тормоза пневматические барабанные. Мосты конструктивно приспособлены для монтажа антиблокировочной и противобуксовочной систем тормозов. Подвеска зависимая, пневматическая с клапанами, регулирующими положение кузова относительно дороги. Салон отапливается воздухом от системы охлаждения двигателя, также имеется независимый отопитель. В сравнении с 200-й серией у Ikarus-415 более современная компоновка, позволившая понизить пол до уровня 740 мм.
Некоторые автобусы были оборудованы информационной системой для пассажиров (FOK-Gyem), которая включает номер рейса и пункт назначения на передней и боковой стороне транспортного средства, точное время в салоне, номер рейса, следующую и данную остановку, а также небольшой дисплей на задней части автобуса.

## Эксплуатация

### В России
В Россию в 1998 году было поставлено 350 автобусов модификации Ikarus-415.33 для Всемирных юношеских игр 1998 года. После окончания игр автобусы были распределены по автобусным паркам Москвы. Эксплуатация автобусов в условиях Москвы оказалась сложной по причине меньшего количества сидений в салоне. Постепенно автобусы стали выходить из строя и отстраняться от эксплуатации в связи с отсутствием запчастей. С 2007 по 2014 год в Москве происходило активное списание автобусов данной марки наряду с автобусами Ikarus-435.17. Последним в Москве стал автобус под номером 10205, однако в Музей пассажирского транспорта Москвы был передан автобус под номером 12249.